# Мескеты
Мескеты (чечен. Мескитӏа) — село в Ножай-Юртовском районе Чеченской Республики. Административный центр Мескетинского сельского поселения.

## География
Селение расположено в северной части Ножай-Юртовского района, на левом берегу реки Аксай, в 14 км к северо-западу от районного центра — Ножай-Юрт и в 77 км к юго-востоку от города Грозный.
Ближайшие населённые пункты: на севере — село Ишхой-Юрт, на северо-востоке — село Галайты, на востоке — село Замай-Юрт, на юго-востоке — село Новый Замай-Юрт и на юге — село Согунты.

## Название
Название Маскат связано с войнами чеченцев и персов.

## История

### В древности
В 1902 году В. И. Долбежев обнаружил грунтовый могильник скифской эпохи в окрестностях Мескеты, а также могильник, состоящий из каменных ящиков, расположенный в километре от села, который, по оценкам учёных, относится к 1 тысячелетию до нашей эры.
В период с 1958 по 1968 годы Р. М. Мунчаев обнаружил каменные антропоморфные изваяния в виде человеческой фигуры в селениях Бетти-Мохк и Мескеты.

### XX век
В 1944 году после выселения чеченцев, и упразднения Чечено-Ингушской АССР, селение Мескеты было переименовано в Сталинаул и заселено выходцами из соседнего Дагестана.
После восстановления Чечено-Ингушской АССР, в 1958 году населённому пункту было возвращено его прежнее название — Мескеты, а выходцы из Дагестана были переселены обратно.

## Население
| 1990 | 2002  | 2010  | 2021  |
| ---- | ----- | ----- | ----- |
| 2382 | ↗2860 | ↗3447 | ↗4507 |

## Образование
- Мескетынская муниципальная основная общеобразовательная школа[11].
- Мескетынская муниципальная средняя общеобразовательная школа[12].

## Известные уроженцы
- Айдамиров, Абузар Абдулхакимович — советский и чеченский писатель и поэт, народный писатель ЧИАССР, прижизненный классик чеченской литературы[13].

## Достопримечательности
- Литературно-мемориальный музей народного писателя Чечни Абузара Айдамирова[14]